# Allium nanodes
Allium nanodes — вид рослин з родини амарилісових (Amaryllidaceae); ендемік Китаю.

## Опис
Цибулина поодинока або скупчені, субциліндричні, оболонка сірувато-коричнева. Листків 2, супротивні, з пурпурним відтінком, від довгастих до вузько довгастих, 3.5–9 × 1.5–3 мм завширшки, основа поступово звужується до дуже короткого черешка, верхівка гостра. Стеблина 2–5 см, вкрита листовими піхвами на 3/4–4/5 довжини. Зонтик нещільний. Оцвітина біла, з відтінком червоного; зовнішні сегменти човноподібні, 5–8 × 1.5–2 мм, верхівка гостра; внутрішні від вузько-довгастих до вузько-яйцюватих, 5.5–9 × 1–1.8 мм. Період цвітіння та плодоношення: червень – вересень.

## Поширення
Ендемік південно-східного Сичуаня й північно-західного Юньнаню, Китай.
Населяє чагарники або луки у високих горах, гравійних схилах; 3300–5200 м.